# Gabriele Muresu
Gabriele Muresu (Comelico Superiore, 17 ottobre 1943) è uno storico della letteratura italiano.

## Biografia
Professore ordinario di letteratura italiana nella facoltà di lettere e filosofia della Sapienza Università di Roma, dove ha lavorato dal 1986 al 2013. In precedenza, dal 1967 al 1986, è stato docente in alcune università statunitensi (la newyorkese Cornell e la californiana UCLA) e nell'ateneo di Padova. Ha tenuto cicli di lezioni e conferenze a Tokyo, Rio de Janeiro, San Paolo del Brasile, Buenos Aires, La Plata, Sydney, Wollongong, Berlino, Budapest, Cracovia e in varie città italiane. Dal 2007 al 2008 ha fatto parte del Consiglio direttivo della Società Dantesca Italiana.
Sul fronte saggistico, è intervenuto su molteplici argomenti e problemi (la scena musicale e teatrale, le memorie, la satira, la scrittura libertina, e soprattutto l'opera dantesca) concernenti la letteratura italiana; tali saggi sono usciti all'interno di volumi collettanei, atti di convegni, enciclopedie italiane e straniere («Feltrinelli-Fischer», «Die Musik in Geschichte und Gegenwart»), nella grande Letteratura italiana Einaudi (volumi Le questioni  e  Le opere), e nelle seguenti riviste: La Rassegna della letteratura italiana, Rivista di cultura classica e medievale, Studi danteschi, L'Alighieri, Letture classensi, Letteratura italiana antica, Critica letteraria, Il Ponte, Analecta musicologica. Per La Rassegna della letteratura italiana è stato dal 1971 al 1986 responsabile della sezione dantesca.

## Opere

### Volumi di critica e storia letteraria
- Le occasioni di un libertino: G. B. Casti, D'Anna, 1973
- Dante politico. Individuo e istituzioni nell'autunno del Medioevo, Paravia, 1979
- La parola cantata. Studi sul melodramma italiano del Settecento, Bulzoni, 1982
- Tra sceniche baruffe. Studi sul teatro italiano del Settecento, Bulzoni, 2010

### Saggi di semantica dantesca
- I ladri di Malebolge. Saggi di semantica dantesca, Bulzoni, 1996
- Il richiamo dell'antica strega. Altri saggi di semantica dantesca, Bulzoni, 2000
- Tra gli adepti di Sodoma. Saggi di semantica dantesca (terza serie), Bulzoni, 2002
- L'orgia d'amore. Saggi di semantica dantesca (quarta serie), Bulzoni, 2008
- I miscredenti di Dite. Saggi di semantica dantesca (quinta serie), Paolo Loffredo, 2021

### Edizioni commentate
- Ranieri de' Calzabigi, La Lulliade o i buffi italiani scacciati di Parigi (La ragione dei "buffoni"), Bulzoni, 1977
- Giovanni Battista Casti, Gli animali parlanti, Longo, 1978